# Pavel Fiala
Pavel Fiala (* 29. März 1937 in Prag; † 20. Juni 2016 in Trutnov) war ein tschechischer Bühnenautor, Dramaturg und Regisseur sowie Gründer des Theaters Kladivadlo.

## Leben
Pavel Fiala spielte eine bedeutende Rolle in der Entwicklung der Kleinkunstbühnen in der Tschechoslowakei ab Ende der 1950er-Jahre. 1960 gründete er in Broumov das Theater Kladivadlo. Weil sein Theater politisch missliebig wurde, musste er 1963 nach Kadaň gehen, wo er das Theater von 1963 bis 1965 führte. 1965 musste er auch Kadaň verlassen und wirkte mit seinem Theater, in dem er außerdem auch spielte, Regie führte und Stücke schrieb, in Ústí nad Labem. Obwohl das Theater zahlreiche positive Bewertungen und Auszeichnungen erhielt und sogar im Ausland auftrat, musste Fiala 1971 auf Druck der lokalen Parteifunktionäre das Theater verlassen, das dann aufgelöst wurde. In den 1970er- und 1980er-Jahren arbeitete er mit der Kleinkunstbühne Semafor.

## Werke
Bühnenstücke, Regie, Autorenschaft von Pavel Fiala, aufgeführt im Kladivadlo (Auswahl):
Kladivadlo in Broumov:
- Kabaret o myšidlech, 1961, Text und Regie
- Láska a dvě variace, 1962, Text und Regie

Kladivadlo in Kadaň:
- Hudryjáda a Skorokodýl, 1963, Text und Regie
- Ten kůň se musí nějak jmenovat, 1964, Text und Regie

Kladivadlo in Ústí nad Labem:
- Máslo, 1965, Text und Regie
- Pstruzi pod kamenem, 1969, Text und Regie
- Dejchánek, 1971, Text und Regie

Sonstige:
- Generace bez pomníku, ca. 1964, Drehbuch eines Dokumentarfilms über Kladivadlo
- Má hlava je včelín, in der Kleinkunstbühne Semafor 1975, Text

Fiala war außerdem als Autor und Regisseur an weiteren Stücken beteiligt, die auf den Bühnen verschiedener Amateurtheater aufgeführt wurden.